# براکتینگ

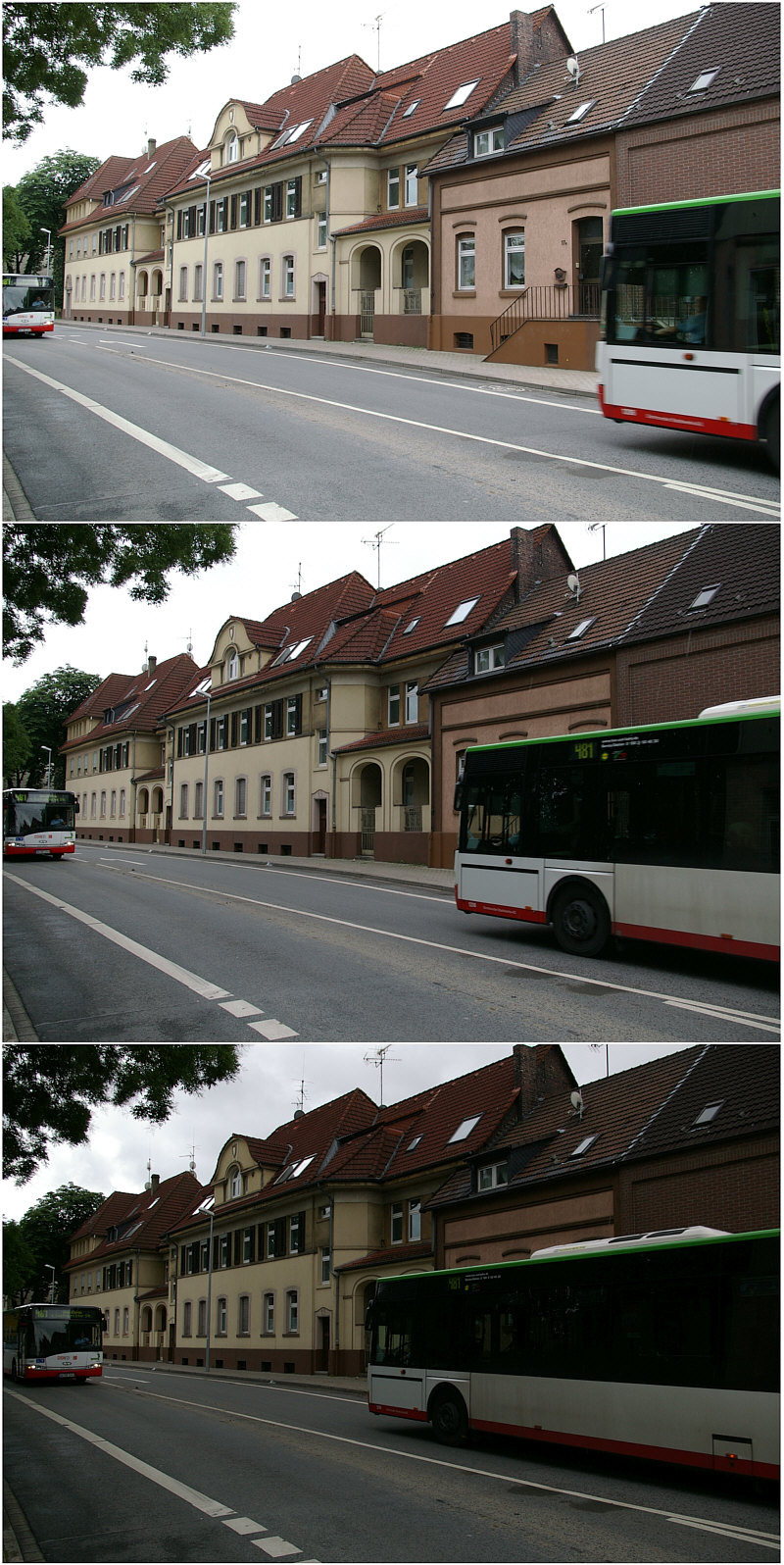
براکت‌گذاری

در عکاسی، براکت‌گذاری یا براکتینگ یا محدوده‌بندیبه معنی، تکنیک کلی گرفتن چندین عکس از یک سوژه با استفاده از تنظیمات مختلف دوربین است. براکت در مواردی که به دست آوردن یک تصویر رضایت بخش با یک عکس دشوار است، مفید است و اغلب توصیه می‌شود، به ویژه هنگامی که تغییر کمی در پارامترهای نوردهی تأثیر نسبتاً زیادی بر روی تصویر حاصل دارد. با توجه به مدت زمان لازم برای گرفتن چندین عکس، به‌طور معمول، اما نه همیشه، برای سوژه‌های ثابت استفاده می‌شود. محدوده‌بندی خودکار در بسیاری از دوربین‌های مدرن وجود دارد و وقتی تنظیم شود، به جای اینکه عکاس تنظیمات را با دست بین هر عکس انجام دهد، به‌طور خودکار چندین عکس براکت‌گذاری‌شده می‌گیرد.